# Corea del Sur en los Juegos Olímpicos de Sídney 2000
Corea del Sur estuvo representada en los Juegos Olímpicos de Sídney 2000 por un total de 281 deportistas, 175 hombres y 106 mujeres, que compitieron en 26 deportes.
La portadora de la bandera en la ceremonia de apertura fue la jugadora de baloncesto Chung Eun-Soon.

## Medallistas
El equipo olímpico surcoreano obtuvo las siguientes medallas:
| Nombre                                 | Deporte             | Competición          |
| -------------------------------------- | ------------------- | -------------------- |
| Oro                                    |                     |                      |
| Kim Young-Ho                           | Esgrima             | Florete ind. M       |
| Sim Kwon-Ho                            | Lucha grecorromana  | 54 kg M              |
| Jung Jae-Eun                           | Taekwondo           | –57 kg F             |
| Lee Sun-Hee                            | Taekwondo           | –67 kg F             |
| Kim Kyong-Hun                          | Taekwondo           | +80 kg M             |
| Yun Mi-Jin                             | Tiro con arco       | Individual F         |
| Kim Nam-Soon Kim Soo-Nyung Yun Mi-Jin  | Tiro con arco       | Equipo F             |
| Jang Yong-Ho Kim Chung-Tae Oh Kyo-Moon | Tiro con arco       | Equipo M             |
| Plata                                  |                     |                      |
| Lee Dong-Soo Yoo Yong-Sung             | Bádminton           | Dobles M             |
| Lee Joo-Hyung                          | Gimnasia            | Caballo con arcos M  |
| Equipo                                 | Hockey sobre hierba | Torneo M             |
| Kim In-Sub                             | Lucha grecorromana  | 58 kg M              |
| Moon Eui-Jae                           | Lucha libre         | 76 kg M              |
| Sin Joon-Sik                           | Taekwondo           | –68 kg M             |
| Kang Cho-Hyun                          | Tiro                | Rifle de aire 10 m F |
| Kim Nam-Soon                           | Tiro con arco       | Individual F         |
| Jung Bu-Kyung                          | Judo                | –60 kg M             |
| Cho In-Chul                            | Judo                | –81 kg M             |
| Bronce                                 |                     |                      |
| Ha Tae-Kwon Kim Dong-Moon              | Bádminton           | Dobles M             |
| Equipo                                 | Béisbol             | Torneo M             |
| Lee Sang-Ki                            | Esgrima             | Espada ind. M        |
| Lee Joo-Hyung                          | Gimnasia            | Barra fija M         |
| Jang Jae-Sung                          | Lucha libre         | 63 kg M              |
| Kim Moo-Kyo Ryu Ji-Hae                 | Tenis de mesa       | Dobles F             |
| Kim Soo-Nyung                          | Tiro con arco       | Individual F         |
| Jung Sung-Sook                         | Judo                | –63 kg F             |
| Cho Min-Sun                            | Judo                | –70 kg F             |
| Kim Seon-Young                         | Judo                | +78 kg F             |